# Contarinia (diptère)
Cet article concerne un genre de diptères. Pour voir l'article concernant le genre d'algues rouges, voir Contarinia.
Genre
Contarinia est un genre d'insectes diptères nématocères de la famille des Cecidomyiidae. 

## Liste d'espèces
- Contarinia acetosellae (Rubsaamen, 1891).
- Contarinia acuta Gagne, 1984.
- Contarinia agrimoniae Felt, 1907.
- Contarinia albescentis (Gange, 1967).
- Contarinia albotarsa (Felt, 1907).
- Contarinia ampelophila Felt, 1907.
- Contarinia baeri (Prell, 1931) - cécidomyie européenne du pin.
- Contarinia balsamifera Felt, 1907.
- Contarinia bromicola (Marikovskij and Agafonova, 1961).
- Contarinia canadensis Felt, 1908 - cécidomyie du frêne.
- Contarinia catalpae (Comstock, 1881).
- Contarinia cerasiphila (Felt, 1911).
- Contarinia cerasiserotinae (Osten Sacken, 1871).
- Contarinia citrina (Osten Sacken, 1878).
- Contarinia clarkei (Felt, 1908).
- Contarinia clematidis Felt, 1908.
- Contarinia cockerelli (Felt, 1918).
- Contarinia coloradensis Felt, 1912.
- Contarinia constricta Condrashoff, 1961.
- Contarinia cuniculator Condrashoff, 1961.
- Contarinia divaricata Felt, 1908.
- Contarinia excavationis Felt, 1908.
- Contarinia flavolinea Felt, 1908.
- Contarinia fraxini (Felt, 1915).
- Contarinia geniculati (Reuter, 1895).
- Contarinia gossypii Felt, 1908.
- Contarinia hudsonici Felt, 1908.
- Contarinia johnsoni Felt, 1909 - cécidomyie de la vigne.
- Contarinia juniperina Felt, 1939.
- Contarinia lentis Aczel - cécidomyie des fleurs de lentille
- Contarinia maculipennis Felt.
- Contarinia maculosa Felt, 1908.
- Contarinia medicaginis Kieffer - cécidomyie des fleurs de la luzerne.
- Contarinia nasturtii (Kieffer) - cécidomyie du chou-fleur.
- Contarinia negundinis Gillette, 1890 - cécidomyie des bourgeons du négondo.
- Contarinia nucicola (Osten Sacken, 1878).
- Contarinia obesa Felt, 1918.
- Contarinia opuntiae (Felt, 1910).
- Contarinia oregonensis Foote, 1956 - cécidomyie des cônes du Douglas.
- Contarinia partheniicola (Cockerell, 1900).
- Contarinia petioli
- Contarinia perfoliata Felt, 1908.
- Contarinia peritomatis (Cockerell, 1913).
- Contarinia pisi (Winnertz) - cécidomyie du pois.
- Contarinia pseudotsugae Condrashoff, 1961.
- Contarinia pyrivora (Riley, 1886) - cécidomyie des poirettes.
- Contarinia racemi (Stebbins, 1910).
- Contarinia rugosa Gagne, 1985.
- Contarinia rumicis (Loew, 1850).
- Contarinia sambucifoliae Felt, 1907.
- Contarinia schulzi Gagne, 1972.
- Contarinia setigera (Lintner, 1897).
- Contarinia sorghicola (Coquillett, 1899).
- Contarinia spiraeina Felt, 1911.
- Contarinia tecomae (Felt, 1906).
- Contarinia texana (Felt, 1921).
- Contarinia thalactri (Felt, 1907).
- Contarinia tiliarum Kieffer, 1890.
- Contarinia trifolii Felt, 1907.
- Contarinia tritici (Kirby) - cécidomyie jaune du blé.
- Contarinia truncata Felt, 1908.
- Contarinia vernalis (Felt, 1908).
- Contarinia verrucicola (Osten Sacken, 1875).
- Contarinia viatica Felt, 1908.
- Contarinia virginianiae (Felt, 1906) - cécidomyie du cerisier de Virginie.
- Contarinia viridiflava Felt, 1908.
- Contarinia washingtonensis Johnson, 1963 - cécidomyie squamiphage du Douglas.
- Contarinia wattsi Gagne, 1966.
- Contarinia zauschneriae (Felt, 1912).